# Muhlenbergia caxamarcensis
Muhlenbergia caxamarcensis là một loài thực vật có hoa trong họ Hòa thảo. Loài này được Laegaard & Sánchez Vega mô tả khoa học đầu tiên năm 1990.